# Ϛ
Stigma (Ϛ ou ϛ) era uma antiga ligadura do alfabeto grego que portava o fonema /st/ e que só se conservou na escrita atual porque serve para o sistema de numeração grego. Por vezes utilizada nos tempos modernos para representar o numeral grego 6. No entanto, hoje em dia στʹ (ΣΤʹ) são cada vez mais usadas para representar o número 6 ou o ordinal 6.º.
Ao contrário do que parece, o Stigma não é um Sigma final (ς), nem um Digamma minúsculo (ς): na verdade, ele é uma ligação de um Sigma lunar (Ϲ) com um Tau (Τ) que, a princípio, se escrevia  (ϹΤ). Mas logo a ligadura se simplificou para Ϛ. Assim, se podia escrever ΚΟΝϹΤΑΝΤΙΝΟΣ ou ΚΟΝϚΑΝΤΙΝΟΣ para Constantinos (ver Constantinopla).
"Stigma" também se referia à grafia manuscrita da letra Digamma quando usada como o numeral grego 6. Este nome é um equívoco moderno. A ligação στ não apareceu na Antiguidade, pois só começou a ser escrita nos manuscritos posteriores, da Idade Média. No Lexicon de Sófocles, em grego bizantino, o qual abarca o período grego final, de 1000 d.C., não faz menções do "Stigma" como ligadura, nem como cifra.
Devido a uma confusão com o Digamma (Ϝ), que se traçava mais simplesmente,   a princípio e logo se confundia w com st, e eles decidiram tirar o Stigma (na época, ) de uso frequente. No efeito, os dois caracteres escreviam-se de maneira muito semelhante.
Atualmente, em Unicode, o Stigma está codificada como "Letra grega stigma" U+03DA (Ϛ) e "Letra grega stigma minúscula" U+03DB (ϛ). Esta letra minúscula tem aparência similar à do Sigma final (ς), e ao Dígamma minúsculo(ς) porém o arco superior tende a ser um pouco mais largo, estendendo-se mais à direita.

## Classificação
- Alfabeto = Alfabeto grego
- Fonética = /Es/ + /Te/ ou /Se/ + /Te/, Transletrear para ST.